# اس.پی.ال. سورانسن
سوران پدار لائوریتس سورانسن (دانمارکی: Søren Peder Lauritz Sørensen؛ زاده ۹ ژانویه ۱۸۶۸ درگذشته ۱۲ فوریهٔ ۱۹۳۹) یک شیمی‌دان اهل دانمارک بود.
علت اصلی شهرت او، به کار بردن کمیت پی‌اچ برای تعیین میزان اسیدی یا بازی بودن محلول می‌باشد. وی این کمیت را هنگامی که بر روی غلظت یونی برخی پروتئین‌ها تحقیق می‌کرد در مقاله‌ای در سال ۱۹۰۹ برای اندازه‌گیری بهتر میزان اسیدی/بازی بودن محلول با علامت pH معرفی کرد.